# قصه‌های بازار
قصه‌های بازار فیلمی سه قسمتی به کارگردانی عبدالله علیمراد و نویسندگی عبدالله علیمراد، ابراهیم فروزش، وجیه اله مقدم ساختهٔ سال ۱۳۷۴ است.

## فهرست قسمت‌ها
قسمت اولطوطی و بقال
اولین قسمت با نام طوطی و بقال الهام‌گرفته از بخشی از ابیات کتاب شعر مثنوی معنوی اثر جلال‌الدین محمد بلخی معروف به مولانا است.
قسمت دومورود به دنیای عروسک‌ها
قسمت دوم این اثر به نام ورود به دنیای عروسک‌ها فضایی فانتزی و موزیکال دارد و با استفاده همزمان از چند روش مختلف از جمله عروسک‌گردانی و انیمیشین زنده ساخته شده است.
قسمت سومکوه جواهر
در قسمت پایانی به نام کوه و جواهر بیننده شاهد ماجرای سوءاستفاده یک جواهرفروش پلید و طماع از یک پسربچه است.

## بازیگران
- نیما آقاکریمی
- علیرضا امیری فر